# Slaget vid Marwitz
Slaget vid Marwitz var ett slag under trettioåriga kriget. Den 26 december 1630 stormades den kejserliga positionen Greifenhagen av 14 000 svenska soldater under kung Gustav II Adolf. De svenska förlusterna var minimala och när Greifenhagen föll slog de kejserliga trupperna till reträtt, förföljda av det svenska kavalleriet som erövrade bland annat 500 vagnar. Det kejserliga lägret intogs den 27 december. Med denna seger bröt svenskarna sig ut ur sitt brohuvud vid kusten.